# Boscotrecase

Boscotrecase, Lavastrom 1906. Historisches Bild von Leo Wehrli (1924)

Boscotrecase ist eine Gemeinde mit 9860 Einwohnern (Stand 31. Dezember 2023) in der Metropolitanstadt Neapel, Region Kampanien.

## Geographie
Die Nachbarorte von Boscotrecase sind Boscoreale, Ercolano, Ottaviano, Terzigno, Torre Annunziata, Torre del Greco und Trecase.

## Geschichte
Im Jahr 1906 wurde die kleine Stadt von einem Lavastrom des Vesuvs getroffen.

## Bevölkerungsentwicklung
Boscotrecase zählt 3529 Privathaushalte. Zwischen 1991 und 2001 fiel die Einwohnerzahl von 11.295 auf 10.638. Dies entspricht einer prozentualen Abnahme von 5,8 %.

## Persönlichkeiten
- Manila Esposito (* 2006), Turnerin